# Valeriu Soltan
Soltan, Valeriu (n. 9 mai 1951, Puhoi, Ialoveni, Republica Moldova) este un matematician moldovean și american. 
A absolvit școala Nr 34 din Chișinău în anul 1968 și a fost admis la Universitatea de Stat din Moldova în acelaș an. A activat la Institutul de Matematică al Academiei de Științe a Moldovei și la Universitatea de Stat din Chisinau (1973-1998). Din 1999 este profesor la Universitatea George Mason din Virginia, SUA.
În anul 1975 a susținut teza de doctor în matematică cu un subiect de algebra liniara, și in 1985 a susținut teza de doctor habilitat în matematică cu un subiect de analiză convexă. A publicat peste 150 de lucrări științifice, inclusiv 3 monografii. Laureat Premiului Național al Moldovei în domeniul științei și tehnicii (2014), Doctor Honoris Causa al Universității de Stat din Moldova (2023). 
Este căsătorit cu Valentina Soltan (n. Berejan), fiica academicianului filolog Silviu Berejan. 

## Carti
- V. Soltan. Introducere in teoria convexitatii axiomatice, Chisinau, Stiinta, 1984.
- V. Boltyanski, H. Martini, V. Soltan. Geometric methods and optimization problems, Kluwer Publ., 1999.
- V. Soltan. Lectures on convex sets. Second edition, World Scientific, 2020.